# Hippocampus camelopardalis
Hippocampus camelopardalis é uma espécie de peixe da família Syngnathidae.
Pode ser encontrada nos seguintes países: Moçambique, África do Sul e Tanzânia.